# Theuremaripa buchei
Theuremaripa buchei är en skalbaggsart som beskrevs av Soula 2002. Theuremaripa buchei ingår i släktet Theuremaripa och familjen Rutelidae. Inga underarter finns listade i Catalogue of Life.